# EuFOD
EuFOD, také Eu(fod)3, je organická sloučenina se vzorcem Eu(OCC(CH3)3CHCOC3F7)3. Používá se jako posunové činidlo ve spektroskopii nukleární magnetické rezonance.

## Struktura a reakce
Eu(fod)3 obsahuje tři bidentátní acetylacetonátové ligandy navázané na europitý kation. Šestice elektronů se nachází v šesti orbitalech f, každém obsazeným jedním elektronem, v důsledku čehož je molekula silně paramagnetická. Komplex se chová jako Lewisova kyselina, koordinační číslo se může navýšit z 6 na 8. Molekula reaguje s „tvrdými“ Lewisovými zásadami, jako jsou kyslíkové atomy v etherech a dusíky v aminech. Rozpouští se v nepolárních rozpouštědlech, dokonce lépe než příslušné komplexy acetylacetonu a hexafluoracetylacetonu. Fod ligand je derivátem kyseliny heptafluormáselné.

## Použití

### V NMR
Eu(fod)3 se používá při analýzách diastereomerních sloučenin NMR spektroskopií. Jako paramagnetická sloučenina při paramagnetické NMR navyšuje chemický posun protonů na téměř každém Lewisovsky kyselém místě, na které se naváže. Tímto pomáhá od sebe odlišit blízké signály těchto vodíků od ostatních, které nejsou tak zásadité, ale mají podobné obvyklé chemické posuny. Používají se malá množství reaktantů, protože jinak by paramagnetismus zkrátil relaxační časy atomových jader, a tím vyvolal zvětšení nejistoty a zhoršení rozlišení. Potřebu těchto posunových činidel snížila dostupnost spektrometrů se silnějšími magnetickými poli.
Prvním posunovým činidlem byl Eu(DPM)3. Jeho struktura je podobná jako u EuFOD, pouze heptafluorpropylové skupiny jsou nahrazeny terc-butylovými. Ligandy jsou ionty DPM−, konjugované zásady dipivaloylmethanu (2,2,6,6-tetramethylheptan-3,5-dionu). Fod− má vyšší lipofilitu a komplexy perfluoralkylových ligandů jsou silnějšími Lewisovými kyselinami než komplexy DPM−.

### Jako Lewisova kyselina
Eu(fod)3 může být použit jako Lewisova kyselina katalyzující reakce v organické syntéze, jako jsou stereoselektivní Dielsovy-Alderovy a aldolové adice, například cyklokondenzace substituovaných dienů s aromatickými a alifatickými aldehydy vytvářející dihydropyrany, s vysokými selektivitami vůči endo produktům.